# Henry Surtees
Henry John Surtees (Lingfield, Surrey, Inglaterra, Reino Unido; 18 de febrero de 1991-Whitechapel, Londres, Inglaterra, Reino Unido; 19 de julio de 2009) fue un piloto de carreras de automóviles británico. Era hijo del único campeón de Fórmula 1 y del Mundial de Motociclismo John Surtees.

## Biografía

### Fórmula BMW Británica
Henry Surtees terminó su temporada de debut en el campeonato en 7º en la clasificación general de puntos y segundo en la Rookie Cup. Durante una temporada en la que la segunda mitad fue dominada por su compañero novato Marcus Ericsson, Surtees consiguió una pole position (Thruxton), una carrera (Donington Park) y dos vueltas más rápidas (Rockingham y Snetterton) mientras conducía para el muy exitoso con su equipo Carlin Motorsport. La temporada estuvo marcada por las penalidades y la descalificación en Oulton Park.

### Fórmula Renault Británica

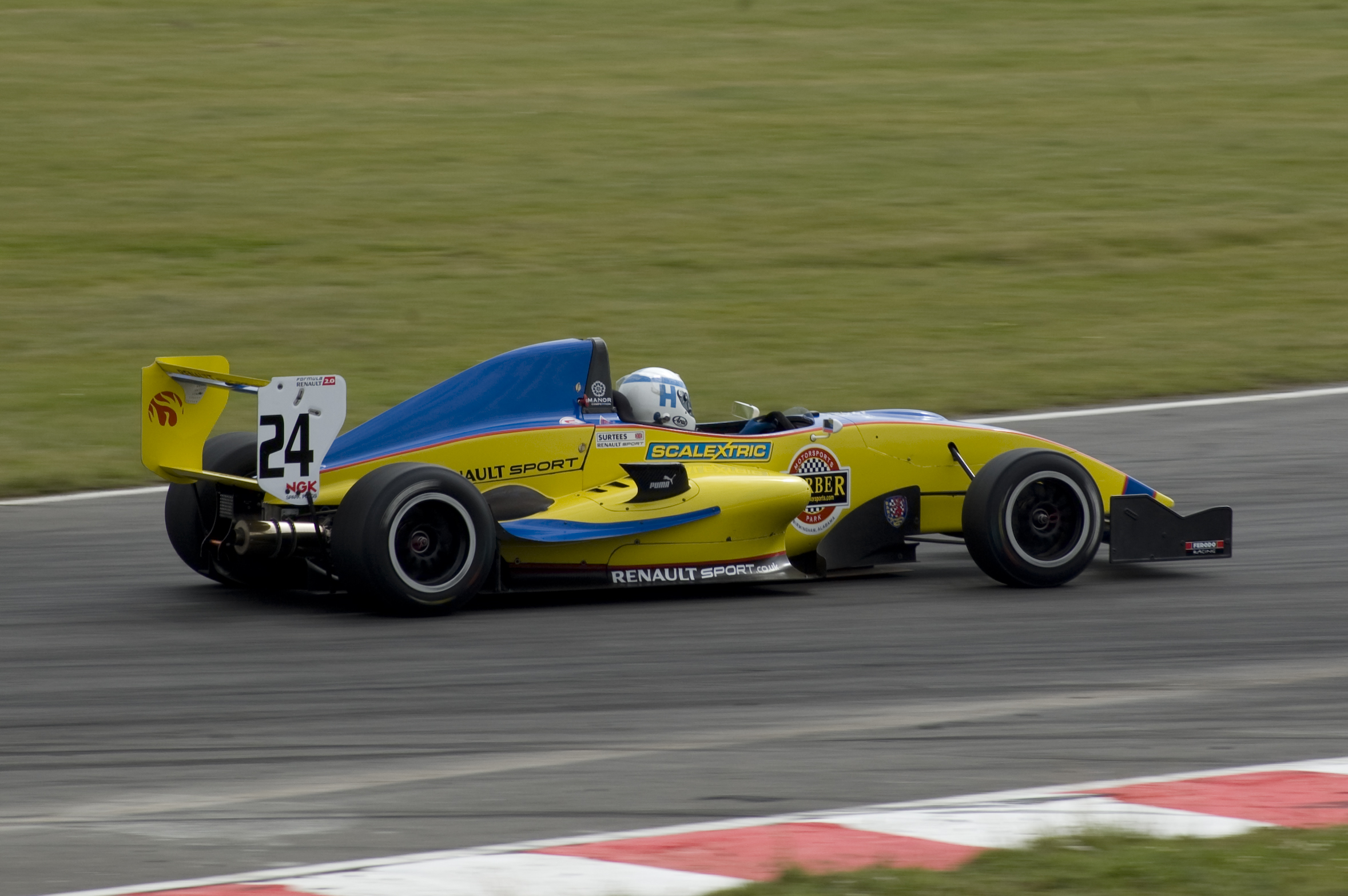
Surtees Racing en Snetterton en 2008

Después de dos carreras en 2007, Surtees subió a tiempo completo a la Fórmula Renault Británica en 2008 con Manor Competition. Surtees terminó en 12º en el campeonato, incluyendo un tercer lugar durante una carrera salvaje en el circuito de Silverstone. Él también compitió en la serie del invierno otra vez, terminando el 13º en 2007. Batalló a James Calado para el título, con Calado que salió en tapa.

### Fórmula 3 Británica
Surtees compitió en una reunión de la carrera durante la temporada 2008, en las dos carreras finales en Donington Park para Carlin Motorsport. Surtees gozó con una victoria y un segundo en sus dos carreras en la Clase Nacional.

### Campeonato de Fórmula Dos de la FIA
Surtees el 2 de enero de 2009 se inscribió al Campeonato de Fórmula Dos de la FIA antes de la temporada 2009. Dirigió el coche número siete. Marcó un podio en la primera de las dos carreras en Brands Hatch, llegando tercero, y logró una pole position en Brno. Los resultados de Surtees lo colocaron decimocuarto en el campeonato, al final de la temporada.

#### Accidente en Brands Hatch

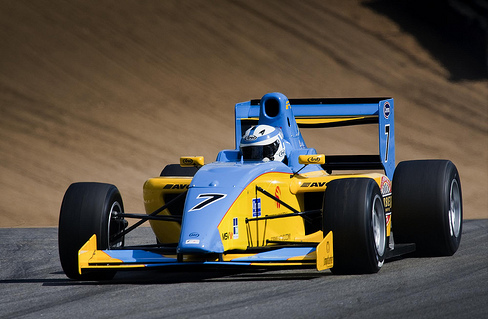
Surtees en el día del accidente fatal

Falleció el 19 de julio de 2009 tras un grave accidente sufrido en la prueba 2 de la ronda en Brands Hatch. Jack Clarke colisionó contra las protecciones del circuito en una curva y una de las ruedas de su monoplaza salió despedida. Dicha rueda impactó contra la cabeza de Surtees cuando este recorría la curva. El británico quedó inconsciente instantáneamente y chocó contra el muro de protección de la curva, tras recorrer esta, haciendo un recto. Fue llevado al centro médico del circuito y de allí trasladado al hospital Royal London, pero no consiguió superar los fuertes traumatismos producidos en su cabeza y falleció. El funeral tuvo lugar el 30 de julio en Worth Abbey, cerca de Turners Hill (Sussex Occidental).

## Resumen de carrera
| Temporada | Categoría                                        | Equipo                  | Carreras | Victorias | Poles | VR | Podios | Puntos | Pos. |
| --------- | ------------------------------------------------ | ----------------------- | -------- | --------- | ----- | -- | ------ | ------ | ---- |
| 2006      | Ginetta GT Junior Championship                   |                         | 12       | 3         | 0     | 3  | 6      | 236    | 3.º  |
| 2007      | Fórmula BMW ADAC                                 | ADAC Berlin-Brandenburg | 2        | 0         | 0     | 0  | 0      | 24     | 29.º |
| 2007      | Fórmula BMW Británica                            | Carlin Motorsport       | 18       | 1         | 1     | 2  | 8      | 491    | 6.º  |
| 2007      | Fórmula Renault 2.0 Británica                    | Carlin Motorsport       | 2        | 0         | 0     | 0  | 0      | 13     | 22.º |
| 2007      | Fórmula Renault 2.0 Británica Serie de Invierno  | Carlin Motorsport       | 4        | 0         | 0     | 0  | 0      | 35     | 13.º |
| 2008      | Fórmula 3 Británica                              | Carlin Motorsport       | 2        | 1         | 0     | 0  | 2      | 35     | 11.º |
| 2008      | Copa de Europa Occidental de Fórmula Renault 2.0 | Manor Competition       | 2        | 0         | 0     | 0  | 0      | 0      | NC†  |
| 2008      | Fórmula Renault 2.0 Británica                    | Manor Competition       | 20       | 0         | 0     | 0  | 1      | 203    | 12.º |
| 2008      | Fórmula Renault 2.0 Británica Serie de Invierno  | Manor Competition       | 4        | 1         | 1     | 0  | 3      | 113    | 2.º  |
| 2009      | Campeonato de Fórmula Dos de la FIA              | MotorSport Vision       | 8        | 0         | 1     | 0  | 1      | 8      | 14.º |
| Fuente:   |                                                  |                         |          |           |       |    |        |        |      |

- † Surtees fue piloto invitado, por lo tanto no fue apto para sumar puntos.

## Resultados

### Campeonato de Fórmula Dos de la FIA
(Clave) (negrita indica pole position) (cursiva indica vuelta rápida)

| Año  | Equipo            | 1       | 2        | 3         | 4         | 5        | 6         | 7       | 8         | 9     | 10    | 11    | 12    | 13    | 14    | 15    | 16    | Pos. | Puntos |
| ---- | ----------------- | ------- | -------- | --------- | --------- | -------- | --------- | ------- | --------- | ----- | ----- | ----- | ----- | ----- | ----- | ----- | ----- | ---- | ------ |
| 2009 | MotorSport Vision | VAL 1 7 | VAL 2 12 | BRN 1 Ret | BRN 2 Ret | SPA 1 15 | SPA 2 Ret | BRH 1 3 | BRH 2 Ret | DON 1 | DON 2 | OSC 1 | OSC 2 | IMO 1 | IMO 2 | CAT 1 | CAT 2 | 14.º | 8      |